# Crithagra capistrata
El serín carinegro (Crithagra capistrata) es una especie de ave paseriforme en la familia Fringillidae propia de África central. 

## Distribución
Se encuentra en Angola, Burundi, República del Congo, República Democrática del Congo, Gabón y Zambia. Sus naturales hábitats son las selvas tropicales y las zonas de matorral húmedos.